# Luigi Trecourt

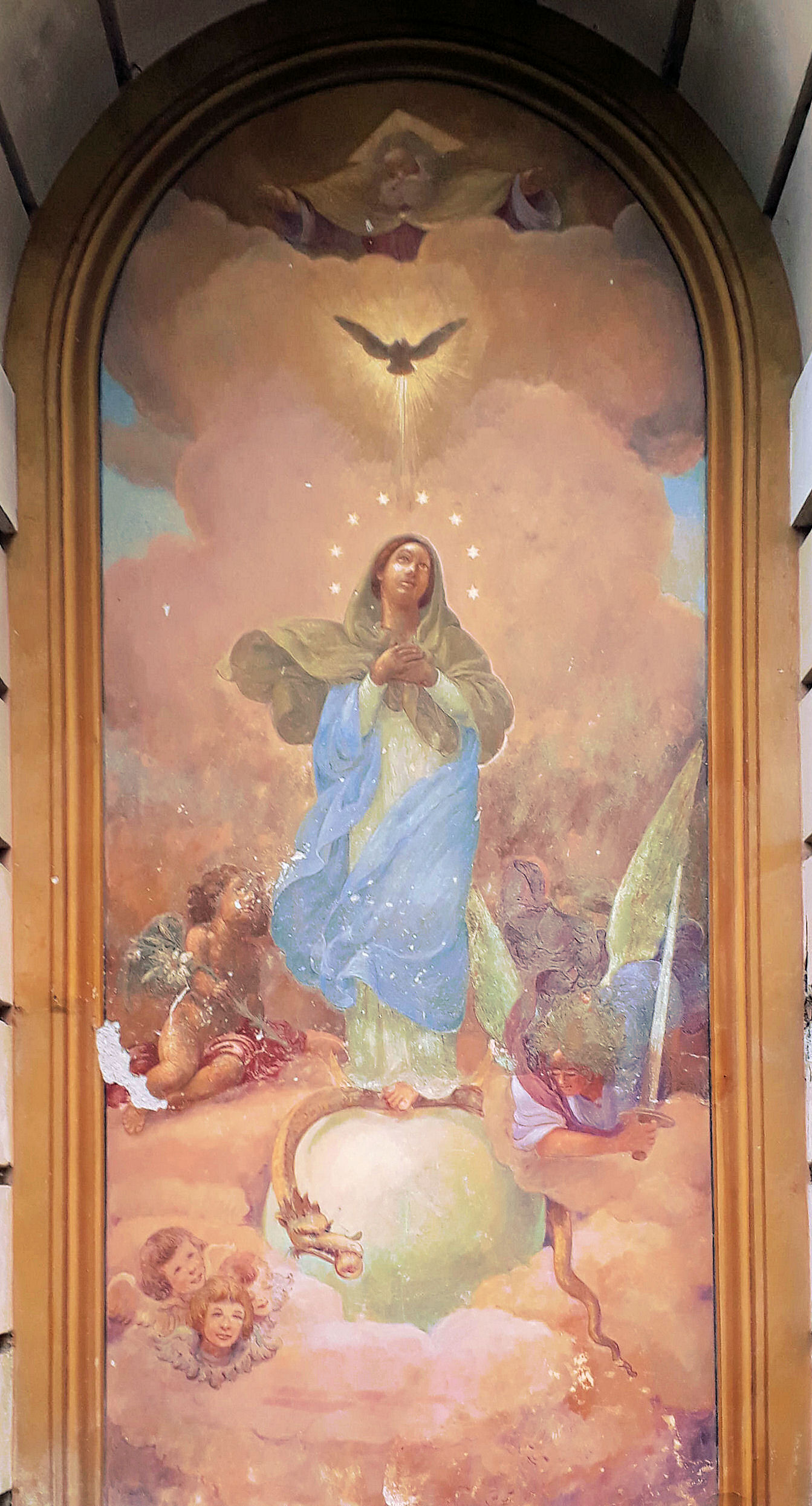
Carpenedolo, Santuario di Santa Maria del Castello, Luigi Trecourt, affresco Immacolata, 1856.

Luigi Trecourt (Bergamo, 1808 – Costa di Mezzate, 6 aprile 1890) è stato un pittore italiano.

## Biografia
Nato a Bergamo nel 1808 da Caterina Fantina e Andrea Trécourt, francese di Passy; nonostante le precarie condizioni 
economiche della famiglia, nel 1821 si iscrive all'Accademia Carrara di Bergamo, come i fratelli Giacomo e Francesco (1815-1885), Francesco Coghetti, Francesco Ferrari e Piccio Carnovali, dove è allievo del neoclassicista Giuseppe Diotti, dal quale nel 1826 viene premiato con una medaglia d'argento
per la copia di un dorso di Laocoonte.
I primi anni dell'attività pittorica sono focalizzati sulla realizzazione di composizioni sacre e a soggetto biblico, in seguito si specializza in opere di stampo neoclassicista, con elementi maggiormente rivolti alla modernità rispetto al maestro Diotti che lo fanno apprezzare dalle grandi famiglie altoborghesi di zona, come i Camozzi-Vertova e i Giulini, dei quali è spesso ospite presso 
Villa Belgiojoso Giulini di Velate.
Nel 1838 venne nominato maestro di pittura presso la scuola civica di Pavia, nello stesso periodo in cui Giacomo è Direttore della Civica Scuola di Pittura: è considerato uno dei maestri di Federico Faruffini e Tranquillo Cremona, esponenti di spicco del panorama artistico lombardo della seconda metà dell'Ottocento.
Oltre all'esecuzione di ritratti per famiglie borghesi della zona, è molto attivo nella decorazione e affrescatura in edifici di prestigio e 
chiese, unitamente agli altri artisti della scuola del Diotti.
Partecipa all'Esposizione dell'Accademia di belle arti di Brera del 1835 con La parabola dei fanciulli, del 1837 con La maledizione di Cam e Sinite parvos venire ad me, oltre a far parte della commissione valutatrice della Mostra di Belle Arti di Brescia del 1857;
l'ultima esposizione documentata è quella dell'Accademia Carrara del 1870 con Madonna col figlio.
Nel 1882 dona all'Accademia Carrara un fondo costituito da disegni e opere del fratello Giacomo, appena defunto, di Piccio Carnovali, Luigi Sabatelli e Francesco Coghetti.
Muore a Costa di Mezzate il 6 aprile 1890: viene sepolto nel locale cimitero.

## Dipinti principali
- Ritratto di Zaccaria Ganzoni (1835), olio su tela, Accademia Carrara, Bergamo;
- Ritratto dei coniugi Averoldi (circa 1840), disegno, collezione privata;
- Ritratto di Giuseppe Bottinelli (1841), olio su tela, Fondazione Biblioteca Morcelli - Pinacoteca Repossi, Chiari[10];
- La lettera (La sorpresa) (1845), olio su tela, Musei civici di Pavia;
- Bambina in preghiera (circa 1845), olio su tela, Musei civici di Pavia;
- Ritratto di Pietro Ronzoni (circa 1845), olio su tela, Musei civici di Pavia;
- Autoritratto (1847-1850), olio su tela, Musei civici di Pavia[11];
- Immacolata (1856 circa), affresco, Santuario di Santa Maria del Castello, Carpenedolo[12];
- Ritratto del canonico Giovanni Bertoli (circa 1869), olio su tela, Fondazione Biblioteca Morcelli - Pinacoteca Repossi, Chiari[13];
- Ritratto di Gaetano Bolzesi (non datato), olio su tela, Palazzo Mina Bolzesi di Cremona)[14];
- Ritratto di Pietro Ruggeri (non datato), olio su tela, Accademia Carrara, Bergamo;
- Ritratto del colonnello Francesco Nullo (non datato), olio su tela, Museo dell'Esercito Polacco, Varsavia.

## Affreschi principali
- Chiesa di Sant'Anna a Bergamo;
- Chiesa dei Barnabiti di Monza (1844) Incoronazione di Maria Vergine;
- Rudiano, L'adorazione dei pastori;
- Alzano Lombardo (1844-1850), Storie di San Giorgio e Sacrificio di Isacco;
- Chiari (1840), I Protettori delle Quadre e San Bernardo di Mentone[15];
- Santuario di Santa Maria del Castello di Carpenedolo (1856), Immacolata;
- Levate;
- Nese;
- Ranica (non datato), San Pantaleone e Madonna con Bambino;
- Chiesa di San Giorgio di Costa di Mezzate[16].